# Laurel Canyon - Dritto in fondo al cuore
Laurel Canyon - Dritto in fondo al cuore (Laurel Canyon) è un film del 2002 scritto e diretto da Lisa Cholodenko.

## Trama
La Laurel Canyon è una lunga strada che attraversa le colline di Hollywood, a Los Angeles, e che costituisce il rifugio della cultura alternativa e dei rivoluzionari personaggi della musica anni settanta.
La giovane coppia formata da Sam e Alex, reduci dagli studi in medicina, si trasferisce qui, nella casa della madre del ragazzo, per trovare un po' di tranquillità: lui infatti deve cominciare il praticantato in ospedale mentre lei deve scrivere la tesi di laurea. La casa, che i due credevano vuota, è in realtà abitata da Jane, la madre di Sam, una produttrice discografica che sta lavorando all'album del suo giovane amante Ian.
La coppia di giovani decide, a malincuore, di fermarsi, ma le cose pian piano cambieranno: Alex sarà infatti affascinata dallo stile alternativo di Jane e Ian, mentre Sam si ritroverà ad affrontare il difficile rapporto con la madre e la crescente attrazione verso la collega Sara.

## Curiosità
- Ian canta la canzone intitolata Shade and Honey degli Sparklehorse. La canzone è stata realizzata e inserita nell'album Dreamt for Light Years in the Belly of a Mountain del 2006.
- La canzone che Ian decide di non registrare (sostituita da Shade and Honey) è Someday I Will Treat You Good sempre degli Sparklehorse, tratta dal loro primo album, Vivadixiesubmarinetransmissionplot (1995).